# Патриархат Лиссабона
Патриархат Лиссабона (лат. Patriarchatus Ulixbonensis sive Lisbonensis) — один из пяти латинских патриархатов Римско-Католической церкви с центром в городе Лиссабоне, Португалия. В патриархат Лиссабона входят епархии Ангры, Гуарды, Лейрия-Фатимы, Порталегре-Каштелу Бранку, Сантарена, Сетубала, Фуншала. Кафедральным собором патриархата Лиссабона является Лиссабонский собор. С 1716 года архиепископ Лиссабона носит титул латинского патриарха.

## История
Епархия Лиссабона была образована в IV веке. С 716 года, когда Лиссабон был захвачен маврами, кафедра епископа Лиссабона была вакантна до 1147 года, когда Афонсу I Великий во время Второго крестового похода после длительной осады Лиссабона освободил город от мусульман. 
10 ноября 1394 года епархия Лиссабона была возведена в ранг архиепархии буллой In eminentissimae dignitatis Римского папы Бонифация IX. 
7 ноября 1716 года Святой Престол образовал почётный титул Патриарха Лиссабона, которым стал Томаш де Алмейда.
22 октября 1716 года Римский папа Климент XI издал так называемую золотую буллу In Supremo Apostolatus Solio. Печать этой буллы, вместо привычного свинца, была сделана из золота. Этим документом Климент XI разделил Лиссабон на Западную и Восточную часть. Архиепископ Лиссабона сохранил юрисдикцию над Восточным Лиссабоном, а Патриарх — над западной частью города. В Лиссабоне сложилась уникальная ситуация, когда в одном городе было две церковные структуры. Такое положение закончилось 13 декабря 1740 года, когда Римский папа Климент XII поручил управление архиепархией Патриарху Лиссабона. Восточная и западная часть города были объединены в одну церковную структуру — Патриархат Лиссабона.

## Источник
- Annuario Pontificio, Libreria Editrice Vaticana, Città del Vaticano, 2003, ISBN 88-209-7422-3.